# Baltimore Ravens 2002
La stagione 2002 dei Baltimore Ravens è stata la 7ª della franchigia nella National Football League. La squadra mancò i playoff dopo tre partecipazioni consecutive.

## Scelte nel Draft 2002
| Giro | Giocatore        | Ruolo         | College            |
| ---- | ---------------- | ------------- | ------------------ |
| 1    | Ed Reed          | Safety        | Miami (FL)         |
| 2    | Anthony Weaver   | Defensive End | Notre Dame         |
| 4    | Dave Zastudil    | Punter        | Ohio Bobcats       |
| 4    | Ron Johnson      | Wide Receiver | Minnesota          |
| 5    | Terry Jones      | Tight End     | Alabama            |
| 6    | Lamont Brightful | Cornerback    | Eastern Washington |
| 6    | Javin Hunter     | Wide Receiver | Notre Dame         |
| 6    | Chester Taylor   | Running back  | Toledo             |
| 6    | Chad Williams    | Safety        | Southern Miss      |

## Calendario

### Stagione regolare
| Turno | Data                | Avversario             | Risultato          | Record             | TV                 | Pubblico           |
| ----- | ------------------- | ---------------------- | ------------------ | ------------------ | ------------------ | ------------------ |
| 1     | 8/9/2002            | at Carolina Panthers   | S 10–7             | 0–1–0              | CBS 1:00pm         | 70,386             |
| 2     | 15/9/2002           | Tampa Bay Buccaneers   | S 25–0             | 0–2–0              | FOX 1:00pm         | 69,304             |
| 3     | Settimana di pausa  | Settimana di pausa     | Settimana di pausa | Settimana di pausa | Settimana di pausa | Settimana di pausa |
| 4     | 30/9/2002           | Denver Broncos         | V 34–23            | 1–2–0              | ABC 9:00pm         | 69,538             |
| 5     | 6/10/2002           | at Cleveland Browns    | V 26–21            | 2–2–0              | ESPN 8:30pm        | 73,688             |
| 6     | 13/10/2002          | at Indianapolis Colts  | S 22–20            | 2–3–0              | CBS 1:00pm         | 56,174             |
| 7     | 20/10/2002          | Jacksonville Jaguars   | V 17–10            | 3–3–0              | CBS 1:00pm         | 69,173             |
| 8     | 27/10/2002          | Pittsburgh Steelers    | S 31–18            | 3–4–0              | CBS 1:00pm         | 69,638             |
| 9     | 3/11/2002           | at Atlanta Falcons     | S 20–17            | 3–5–0              | CBS 1:00pm         | 68,532             |
| 10    | 10/11/2002          | Cincinnati Bengals     | V 38–27            | 4–5–0              | CBS 1:00pm         | 69,024             |
| 11    | 17/11/2002          | at Miami Dolphins      | S 26–7             | 4–6–0              | CBS 4:15pm         | 73,013             |
| 12    | 24/11/2002          | Tennessee Titans       | V 13–12            | 5–6–0              | CBS 1;00pm         | 69,365             |
| 13    | 1/12/2002           | at Cincinnati Bengals  | V 27–23            | 6–6–0              | CBS 1:00pm         | 44,878             |
| 14    | 8/12/2002           | New Orleans Saints     | S 37–25            | 6–7–0              | FOX 4:15pm         | 69,334             |
| 15    | 15/12/2002          | at Houston Texans      | V 23–19            | 7–7–0              | CBS 1:00pm         | 70,108             |
| 16    | 22/12/2002          | Cleveland Browns       | S 14–13            | 7–8–0              | CBS 4:15pm         | 69,348             |
| 17    | December 29/12/2002 | at Pittsburgh Steelers | S 34–31            | 7–9–0              | CBS 1:00pm         | 61,961             |